# Pseuderesia cornucopiae
Pseuderesia cornucopiae är en fjärilsart som beskrevs av Holland 1892. Pseuderesia cornucopiae ingår i släktet Pseuderesia och familjen juvelvingar. Inga underarter finns listade i Catalogue of Life.